# The Ultra Zone
The Ultra Zone är ett album av Steve Vai, utgivet i september 1999.

## Låtlista
Samtliga låtar skrivna av Steve Vai.
| Nr  | Titel               | Längd |
| --- | ------------------- | ----- |
| 1.  | The Blood and Tears | 4:26  |
| 2.  | The Ultra Zone      | 4:52  |
| 3.  | Oooo                | 5:12  |
| 4.  | Frank               | 5:09  |
| 5.  | Jibboom             | 3:46  |
| 6.  | Voodoo Acid         | 6:25  |
| 7.  | Windows to the Soul | 6:25  |
| 8.  | The Silent Within   | 5:00  |
| 9.  | I'll Be Around      | 4:57  |
| 10. | Lucky Charms        | 6:44  |
| 11. | Fever Dream         | 6:03  |
| 12. | Here I Am           | 4:12  |
| 13. | Asian Sky           | 5:34  |